# Notiphila scoliochaeta
Notiphila scoliochaeta är en tvåvingeart som beskrevs av Wayne N. Mathis 1979. Notiphila scoliochaeta ingår i släktet Notiphila och familjen vattenflugor. Inga underarter finns listade i Catalogue of Life.